# Александр (сын Лисимаха)
Александр (др.-греч.  Ἀλέξανδρος; III век до н. э.) — сын Лисимаха. После казни брата Агафокла бежал к Селевку I Никатору и умолял о мести, что послужило поводом для начала последней войны диадохов. Предположительно, основал в Этолии города Лисимахию и Арсиною. Возможно провёл остаток жизни, в качестве заложника, в Египте. По версии Диодора Сицилийского, краткосрочно правил Македонией.

## Биография

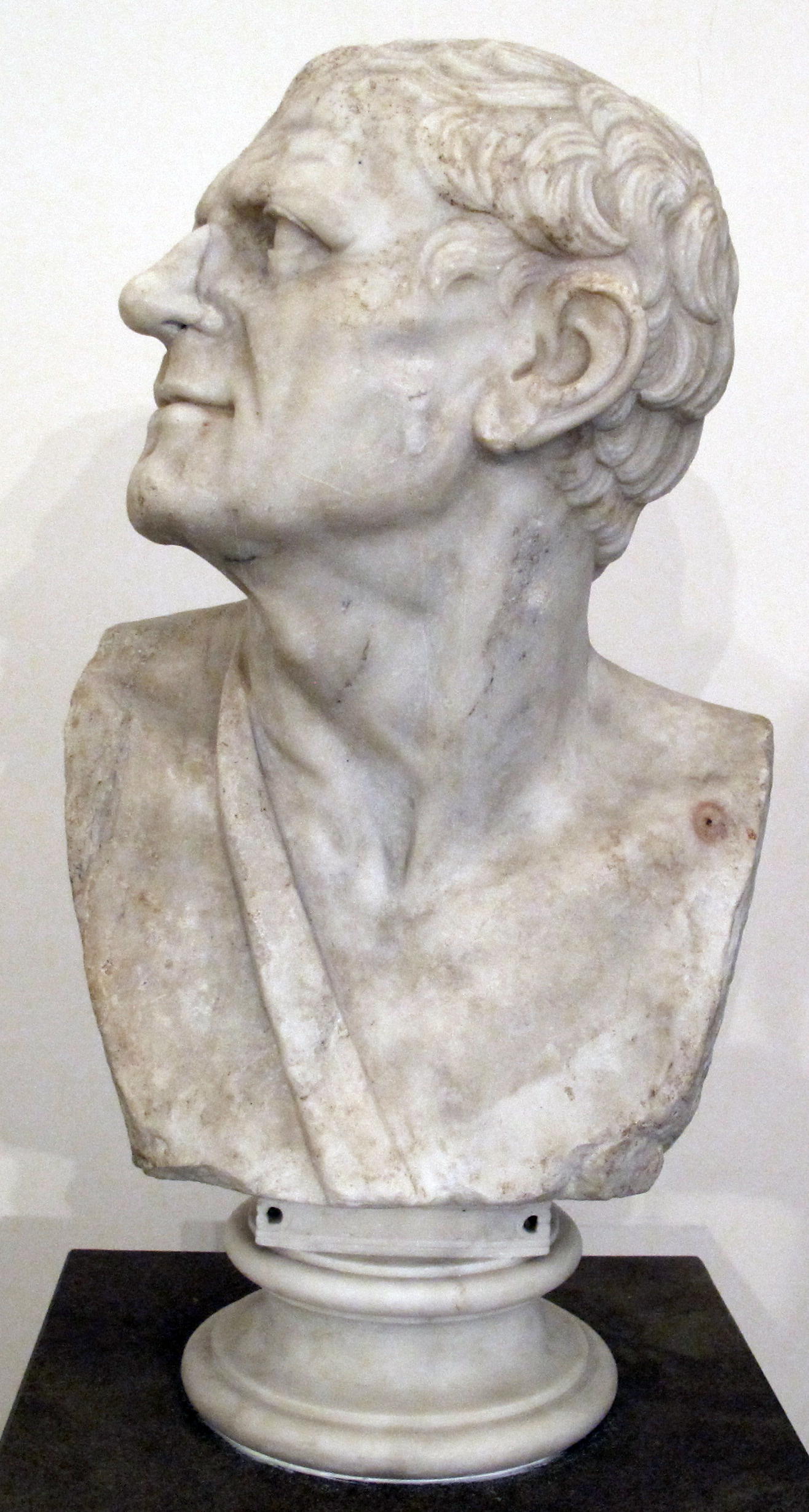
Бюст Лисимаха

Александр был вторым сыном диадоха Лисимаха, информация о его матери в источниках разнится. Полиэн называл его матерью племянницу Дария III — Амастриду, а Павсаний — некую одрисскую женщину. Статус связи Лисимаха с одрисской неясен, и у учёных нет единого мнения, были ли они женаты. Исследовательница Хелен Лунд считала, что брак был заключён как часть мирного договора между диадохом и одрисским царём Севтом III. Из двух известных договоров между правителями, в 323 и 312 годах до н. э., исследовательница считала более предпочтительным второй, указывая, что Александр впервые упоминается в источниках касательно кампании 282—281 годов до н. э. По одной из версий, матерью Александра могла быть сестра фракийского правителя Спартока из Кабиле. В таком случае, Александр мог поспособствовать возвышению дяди, лоббируя его интересы при дворе Лисимаха.
По предположению историка Кента Ригсби, Александр помогал своему престарелому отцу в управлении страной. Подобно тому как его старший брат Агафокл занимался малоазийскими владениями отца, Александр помогал в западной части государства. В этот период он, по повелению отца, основал в Этолии города Лисимахию и Арсиною, названные в честь диадоха и его последней жены. Ригсби предполагает, что информация об основании городов находилась в утерянной 21-й книге «Исторической библиотеки» Диодора Сицилийского и, в искажённом виде, дошла в «Алексиаде» Анны Комниной. В произведении упоминается об основании Александром Македонским Лисимахии в Эфиопии.
После того как приблизительно в 283—282 годах до н. э., в результате интриг Арсинои, был казнён наследник царя, Агафокл, в стране начались репрессии в отношении его сторонников. Поэтому Александр вместе с женой брата Лисандрой и их детьми бежал ко двору диадоха Селевка I Никатора, где умолял о мести. Селевк решил воспользоваться обращением изгнанников как поводом для новой войны и использовать их влияние в своих целях. Хелен Лунд указывала, что убийство Агафокла вызвало раскол в царском доме Лисимахидов, раз Александр оказался среди изгнанников.
Античный автор Аппиан Александрийский называл местом прибытия изгнанников древний город Вавилон на Ефрате, однако историк Станислав Смирнов указывал, что, на тот момент, Вавилоном и восточными сатрапиями управлял сын Селевка Антиох. Смирнов считал рассказ о встрече изгнанников с Селевком в Вавилоне проявлением «позднейшего представления о царе Селевке как о властителе Азии».
После того как Лисимах был убит во время поединка в битве при Курупедионе в 281 году до н. э., его тело долго оставалось непогребённым, по желанию Лисандры. Александру удалось с трудом выпросить у Лисандры тело отца. Согласно Аппиану, тело к этому времени успело разложиться, и Александр смог его опознать благодаря верному псу Лисимаха, который сторожил труп. В то же время, Аппиан приводит и альтернативную версию, в которой труп диадоха нашёл и захоронил некий Торак из Фарсала. Александр предал тело отца погребению в Лисимахии Фракийской. Могилу Лисимаха можно было увидеть ещё во времена Павсания. Хелен Лунд указывала, что события связанные со смертью Лисимаха похожи на легенду и литературную условность. Так эпизод с выпрашиванием Александром тела отца напоминает историю с погребением Полиника или аргивских воинов в «Просительницах» Еврипида. Рассказ о преданном псе напоминает историю о собаке Ксантиппа и других подобных историях популярных среди римских писателей.
Согласно версии канадского историка Вальдемара Хеккеля, Александр поддержал заговор Птолемея Керавна против Селевка, видя в нём узурпатора отцовского трона. Сам Александр, предположительно, не был серьёзным кандидатом на власть. После этих событий Александр не упоминается в исторических источниках.
Исследователь Фрэнсис Уолтон отождествлял сына Лисимаха с одноимённым македонским царём, упоминаемым Диодором Сицилийским. Он недолго правил Македонией после смерти Сосфена во время кельтского нашествия.

## Взятие Котиаэйона
Античный историк Полиэн, в своих «Стратегемах», оставил рассказ как Александр покорил город Котиаэйон в Северной Фригии. Согласно Полиэну, воины Александра укрылись в близлежащей долине. Сам Александр, набросив на себя грязный фригийский двойной плащ и надев на голову войлочную шляпу, в сопровождении двух сыновей, нёсших вязанки дров, на рассвете свободно вошёл в открытые городские ворота, будучи принят за сельчанина. Войдя же, снял шляпу, подав тем самым условленный сигнал своим людям. Однако, без шляпы он был узнан жителями и протянул им правую руку, показывая что пришёл спасти их. В то время его воины вошли в город и захватили его. Среди современных историков нет единства в датировании этого события: Вальдемар Хеккель относил его ко времени малоазийской кампании его брата Агафокла, а антиковеды Хайнц Хайнен и Хелен Лунд — к походу Селевка против Лисимаха. Историк Вальтер Хюнервадель считал, что Александр напал на город по своей инициативе, а не в составе армии Селевка, так как город, скорее всего, сразу бы сдался перед большой селевкидской армией. Интерпретируя слова Полиэна, Хюнервадель предположил, что Александр обманул солдат Лисимаха, но открылся перед местными жителями, которые симпатизировали Селевку. Хайнц Хайнен указал на несостоятельность этой версии, так как из текста Полиэна следует, что Александр только притворялся. Хайнен предполагал, что взятие города произошло до битвы при Курупедионе, однако не отрицал возможности, что оно могло произойти и после.

## Заложник в Египте
Российский историк Михаил Ростовцев отождествил сына Лисимаха с одноимённой персоной, упомянутой в папирусе P. Lond. Inv. 7.2052, который входит в Архив Зенона. Указанный в папирусе Александр жил в Александрии и был человеком высокого статуса, поскольку будучи заложником, имел минимум двух рабов. Папирус датирован первыми годами правления царя Птолемея III Эвергета. Из него известно, что двое рабов Александра, вавилонский банщик Филлин и мидийский конюх Аминта, отошли в собственность к диойкету Аполлонию, однако сбежали от него. Исследователь Эдвин Вебстер выдвинул противоположную гипотезу, отождествив с Александром из папируса одноимённого сына Деметрия Полиоркета.
Согласно версии Ростовцева, Александр был схвачен новым македонским царём — Птолемеем Керавном и был передан, в качестве заложника, своему единокровному брату, египетскому царю Птолемею II Филадельфу, во время заключения договора между правителями. Держа при себе Александра, Птолемей II Филадельф одновременно и защищал власть брата от притязаний сына Лисимаха, тем самым обеспечивая власть над Египтом для своего сына, и имел оружие против Птолемея Керавна. Положение пленника в Александрии Ростовцев сравнивал с содержанием Деметрия Полиоркета в плену Селевка I Никатора. По мнению историка, Александр умер вскоре после того, как его владения перешли в собственность Птолемея II Филадельфа и его придворных.

### Комментарии
1. ↑  Историк Иоганн Дройзен предлагал прочтение Макрида[3].

### Исследования
- Дройзен И. Г. История эллинизма. — Киров : Константа, 2011. — Т. 2. — 518 с. — ISBN 978-5-902844-41-9.
- Лазаренко И. Спаратеса — неизвестный фракийский правитель (конец второго десятилетия III в. до н. э.) // Stratum plus. Археология и культурная антропология. — 2000. — № 6. — С. 164—168. — ISSN 1608-9057.
- Смирнов С. В. Государство Селевка I: Политика, экономика, общество. — Москва : Университет Дмитрия Пожарского, 2013. — 344 с. — ISBN 978-5-91244-099-1.
- Sviatoslav Dmitriev. The Last Marriage and the Death of  Lysimachus :  [англ.] // Greek, Roman, and Byzantine Studies. — 2007. — Vol. 47, № 2. — P. 135—149. — ISSN 2159-3159.
- Waldemar Heckel. Storm Clouds over Three Hellenistic Courts: Observations on the Life and Death of Ptolemy Ceraunus // The Courts of Philip II and Alexander the Great :  [англ.]. — De Gruyter, 2022. — P. 33—56. — 304 p. — ISBN 9783110622942. — doi:10.1515/9783110622942.
- Heinz Heinen. Untersuchungen zur hellenistischen Geschichte des 3. Jahrhunderts v. Chr.: Zur Geschichte der Zeit des Ptolemaios Keraunos und zum Chremonideischen Krieg :  [нем.]. — Stuttgart : F. Steiner Verlag, 1972. — 229 S. — ISBN 9783515002691.
- Helen Sarah Lund. Lysimachus. A Study in Early Hellenistic Kingship :  [англ.]. — London : Routledge, 1992. — 304 p. — ISBN 9780203034040. — doi:10.4324/9780203034040.
- Kent J. Rigsby. Alexander's Lysimacheia: Anna Comnena 15.7.8 :  [англ.] // Historia: Zeitschrift für Alte Geschichte. — 2015. — Bd. 64, № 3. — P. 301—305. — ISSN 0018-2311. — JSTOR 24433678.
- Michael Rostovtzeff. A Large Estate in Egypt in the Third Century B.C., a Study in Economic History :  [англ.]. — The University, 1922. — 209 p.
- Edwin W. Webster. Alexander, the Son of Demetrius Poliorcetes :  [англ.] // Classical Philology. — 1922. — Bd. 17. — S. 357—358.